# Pauridiantha floribunda
Pauridiantha floribunda är en måreväxtart som först beskrevs av Karl Moritz Schumann och Kurt Krause, och fick sitt nu gällande namn av Cornelis Eliza Bertus Bremekamp. Pauridiantha floribunda ingår i släktet Pauridiantha och familjen måreväxter. Inga underarter finns listade i Catalogue of Life.